# Université du Nord (Baia Mare)
Pour les articles homonymes, voir Université du Nord.
L'université du Nord est une université  de Baia Mare, Roumanie, fondée en 1991.